# エレノア・オブ・スコットランド

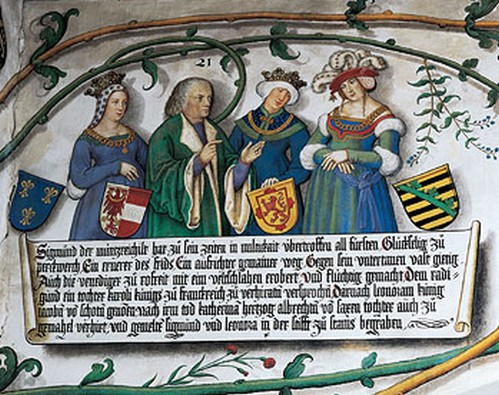
オーストリア大公ジークムントと婚約者ラドゴンド・ド・ヴァロワ、妃のエレノアとカタリーナ

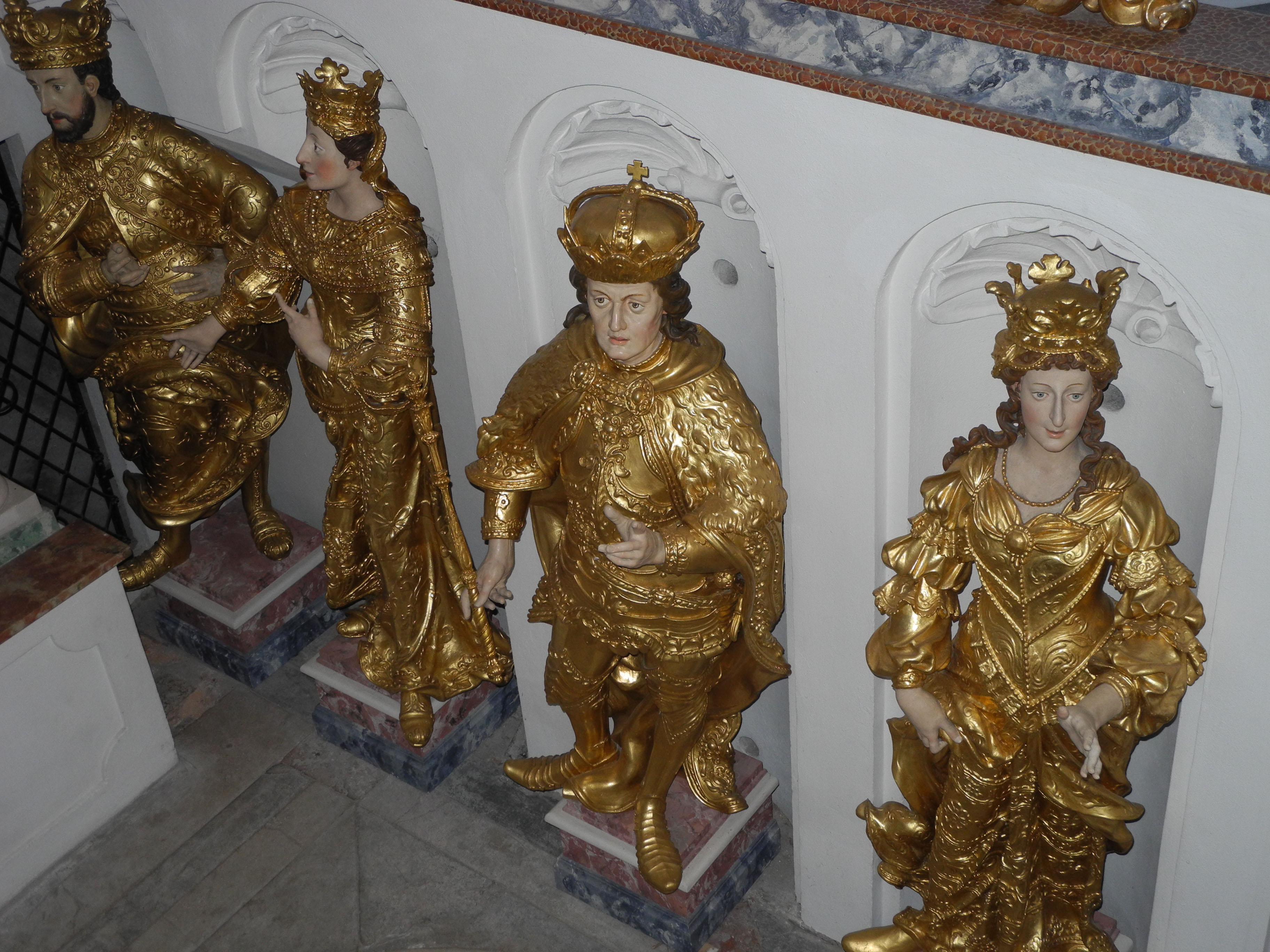
シュタムス修道院のジークムントとエレノアの像

エレノア・オブ・スコットランド（英語：Eleanor of Scotland, 1433年 - 1480年11月20日）は、オーストリア大公ジークムントの最初の妃。翻訳家。また、一時期オーストリアの摂政もつとめた（1455年 - 1458年、1467年）。スコットランド王ジェームズ1世とジョウン・ボーフォートの娘である。

## 生涯
エレノアはスコットランド王ジェームズ1世とジョウン・ボーフォートの間の6番目の子供である。ジェームズ1世は文学の愛好家として知られ、娘のエレノアおよびマーガレットにも影響を与えた。
1445年以降、エレノアはフランスのシャルル7世の宮廷で暮らし始めた。1447年、エレノアはフランス王妃マリー・ダンジューに従い、ル・モン＝サン＝ミシェルに巡礼を行った。
1448年または1449年に、エレノアはオーストリア大公ジークムントと結婚した。
エレノアは1455年から1458年まで、および1467年に夫の摂政をつとめた。
ハインリヒ・シュタインヘーベル（Heinrich Steinhöwel）は、ボッカッチョの『名婦列伝』の翻訳をエレノアにささげている。
エレノアは読書を好み、数ヶ国語を理解することができ、『ポントゥスとシドニア』をフランス語からドイツ語に翻訳した。元のフランス語版は1480年から1550年まで数版出版された。
エレノアは作品の翻訳に加え、女性の政治力を強めるために作品の改訂も行った。効果的な助言ができる女性がいる宮廷のみが政治的安定性を保つことができるためであった。
この本は人気を博し、多数発行された。ゴータの図書館に収蔵されているドイツ語訳版には1465年の日付が記されている。
エレノアとエリーザベト・フォン・ナッサウ＝ザールブリュッケンは、散文小説をドイツ文学に導入したことで知られている。
エレノアは1480年11月20日にインスブルックで息子ヴォルフガングを産んだ時に死去し、シュタムス修道院に埋葬された。